# Tân Lạc
Tân Lạc là một huyện cũ nằm ở phía tây nam tỉnh Hòa Bình, Việt Nam.

## Địa lý
Huyện có địa giới hành chính:
- Phía đông giáp huyện Cao Phong và huyện Lạc Sơn
- Phía tây giáp huyện Mai Châu
- Phía nam giáp huyện Bá Thước, tỉnh Thanh Hóa
- Phía bắc giáp huyện Đà Bắc với ranh giới là hồ Hòa Bình.

Diện tích tự nhiên của huyện là 523 km², dân số là 143.210 người trong đó người Mường chiếm đa số. Ngoài ra còn có người Kinh, người Thái, người Dao.

## Hành chính
Huyện Tân Lạc có 16 đơn vị hành chính cấp xã trực thuộc, bao gồm thị trấn Mãn Đức (huyện lỵ) và 15 xã: Đông Lai, Gia Mô, Lỗ Sơn, Mỹ Hòa, Ngổ Luông, Ngọc Mỹ, Nhân Mỹ, Phong Phú, Phú Cường, Phú Vinh, Quyết Chiến, Suối Hoa, Thanh Hối, Tử Nê, Vân Sơn.

## Lịch sử
Huyện Tân Lạc được thành lập vào ngày 15 tháng 10 năm 1957, trên cơ sở một phần diện tích và dân số của huyện Lạc Sơn, gồm 22 xã: Bắc Sơn, Địch Giáo, Do Nhân, Đông Lai, Gia Mô, Lỗ Sơn, Lũng Vân, Mãn Đức, Mỹ Hòa, Nam Sơn, Ngổ Luông, Ngọc Mỹ, Phong Phú, Phú Cường, Phú Vinh, Quy Hậu, Quy Mỹ, Quyết Chiến, Thanh Hối, Trung Hòa, Tử Nê và Tuân Lộ.
Năm 1975, hợp nhất tỉnh Hòa Bình và tỉnh Hà Tây thành tỉnh Hà Sơn Bình, huyện Tân Lạc thuộc tỉnh Hà Sơn Bình.
Ngày 27 tháng 2 năm 1985, chuyển xã Ngòi Hoa thuộc huyện Đà Bắc về huyện Tân Lạc quản lý.
Ngày 19 tháng 3 năm 1988, tách các xóm Chiềng và Minh Khai của xã Mãn Đức với 205 ha diện tích tự nhiên và 1.921 người; Xóm Tân Hồng của xã Quy Hậu với 12,1 ha diện tích tự nhiên và 169 người để thành lập thị trấn Mường Khến, thị trấn huyện lị huyện Tân Lạc.
Ngày 12 tháng 8 năm 1991, huyện Tân Lạc thuộc tỉnh Hòa Bình vừa tái lập.
Ngày 17 tháng 12 năm 2019, Ủy ban Thường vụ Quốc hội ban hành Nghị quyết số 830/NQ-UBTVQH14 về việc sắp xếp các đơn vị hành chính cấp huyện, cấp xã thuộc tỉnh Hòa Bình (nghị quyết có hiệu lực từ ngày 1 tháng 1 năm 2020). Theo đó:
- Sáp nhập 3 xã: Lũng Vân, Bắc Sơn, Nam Sơn thành xã Vân Sơn
- Sáp nhập 3 xã: Do Nhân, Quy Mỹ, Tuân Lộ thành xã Nhân Mỹ
- Sáp nhập 2 xã Quy Hậu và Mãn Đức vào thị trấn Mường Khến để thành lập thị trấn Mãn Đức
- Sáp nhập xã Địch Giáo vào xã Phong Phú
- Sáp nhập 2 xã Ngòi Hoa và Trung Hòa thành xã Suối Hoa.

Huyện Tân Lạc có 1 thị trấn và 15 xã trực thuộc.

## Tự nhiên
Địa hình Tân Lạc phần lớn đồi và núi đất thấp.

## Giao thông
- Quốc lộ 6 đi qua địa bàn huyện lên trung tâm thành phố Hòa Bình.
- Quốc lộ 12B nối tới Tam Điệp, Kim Sơn (Ninh Bình)

## Thắng cảnh và di tích lịch sử
Động Hoa Tiên là động nằm lưng chừng núi đá vôi Bưa Dâm hay núi Bà, thuộc vùng đất xóm Ngòi, xã Suối Hoa, huyện Tân Lạc. Ngày nay nó nằm bên bờ hồ Thủy điện Hòa Bình.